# Halowe Mistrzostwa Polski Seniorów w Lekkoatletyce 1979
20. Halowe Mistrzostwa Polski Seniorów w Lekkoatletyce – zawody sportowe, które rozegrano 7 i 8 lutego 1979 w Zabrzu, w hali Górnika. Podczas mistrzostw Grażyna Rabsztyn ustanowiła halowy rekord świata w biegu na 60 metrów przez płotki czasem 7,86 s., a Marian Woronin wyrównał halowy rekord Europy w biegu na 60 metrów, należący do Gerharda Wucherera i wynoszący 6,57 s.

## Rezultaty

### Mężczyźni
| Konkurencja:              | 1. miejsce                           | Rezultat | 2. miejsce                             | Rezultat | 3. miejsce                           | Rezultat |
| Bieg na 60 m              | Marian Woronin Legia Warszawa        | 6,57     | Leszek Dunecki AZS Warszawa            | 6,70     | Zenon Licznerski Legia Warszawa      | 6,71     |
| Bieg na 400 m             | Ryszard Podlas Śląsk Wrocław         | 47,81    | Roman Siedlecki Łódzki Klub Sportowy   | 48,08    | Leszek Serwiak Śląsk Wrocław         | 48,27    |
| Bieg na 800 m             | Kazimierz Kowalski Zawisza Bydgoszcz | 1:51,3   | Paweł Szweda ROW Rybnik                | 1:51,9   | Krzysztof Misiołek AZS Wrocław       | 1:52,6   |
| Bieg na 1500 m            | Michał Skowronek Wawel Kraków        | 3:46,3   | Józef Bąk Chemik Kędzierzyn            | 3:47,2   | Jerzy Mydlarz Hutnik Kraków          | 3:47,5   |
| Bieg na 3000 m            | Józef Ziubrak Olimpia Poznań         | 8:03,7   | Józef Bąk Chemik Kędzierzyn            | 8:04,9   | Krzysztof Wesołowski Śląsk Wrocław   | 8:08,8   |
| Bieg na 60 m przez płotki | Romuald Giegiel AZS Warszawa         | 7,86     | Jan Pusty Orkan Poznań                 | 7,95     | Bogdan Zakrzewski Gryf Słupsk        | 8,01     |
| Skok wzwyż                | Jacek Wszoła AZS Warszawa            | 2,17     | Janusz Trzepizur Chemik Kędzierzyn     | 2,14     | Mirosław Włodarczyk AZS Kraków       | 2,14     |
| Skok o tyczce             | Władysław Kozakiewicz Bałtyk Gdynia  | 5,50     | Wojciech Buciarski Skra Warszawa       | 5,35     | Mariusz Klimczyk Zawisza Bydgoszcz   | 5,25     |
| Skok w dal                | Stanisław Jaskułka AZS Warszawa      | 7,78     | Grzegorz Cybulski Lubtour Zielona Góra | 7,50     | Waldemar Golanko AZS Biala Podlaska  | 7,48     |
| Trójskok                  | Zdzisław Sobora Olimpia Poznań       | 16,05    | Zdzisław Hoffmann AZS Zielona Góra     | 15,89    | Zbigniew Kuczkowski Polonia Warszawa | 15,44    |
| Pchnięcie kulą            | Mieczysław Kropelnicki Bałtyk Gdynia | 18,75    | Andrzej Bembnista Zawisza Bydgoszcz    | 18,60    | Edmund Wenta Bałtyk Gdynia           | 17,77    |
| Siedmiobój                | Dariusz Ludwig Bałtyk Gdynia         | 5610     | Janusz Leśniewicz Wawel Kraków         | 5227     | Adam Bagiński Gwardia Warszawa       | 5222     |

### Kobiety
| Konkurencja:              | 1. miejsce                              | Rezultat | 2. miejsce                         | Rezultat | 3. miejsce                             | Rezultat |
| Bieg na 60 m              | Zofia Bielczyk Polonia Warszawa         | 7,35     | Grażyna Rabsztyn Gwardia Warszawa  | 7,43     | Irena Szewińska Polonia Warszawa       | 7,47     |
| Bieg na 400 m             | Grażyna Oliszewska Lubtour Zielona Góra | 55,02    | Barbara Kwietniewska AZS Kielce    | 55,70    | Ewa Kruczkowska Polonia Warszawa       | 56,30    |
| Bieg na 800 m             | Elżbieta Katolik Wisła Kraków           | 2:05,5   | Jolanta Januchta Gwardia Warszawa  | 2:07,6   | Grażyna Jarmoszuk Lubtour Zielona Góra | 2:08,7   |
| Bieg na 1500 m            | Celina Sokołowska Wisła Kraków          | 4:19,6   | Anna Bukis Skra Warszawa           | 4:21,7   | Zofia Czerepińska Start Lublin         | 4:23,4   |
| Bieg na 60 m przez płotki | Grażyna Rabsztyn Gwardia Warszawa       | 7,86     | Danuta Perka Gwardia Warszawa      | 8,04     | Zofia Bielczyk Polonia Warszawa        | 8,05     |
| Skok wzwyż                | Urszula Kielan Gwardia Warszawa         | 1,88     | Danuta Bułkowska Victoria Racibórz | 1,86     | Elżbieta Krawczuk AZS Białystok        | 1,84     |
| Skok w dal                | Anna Włodarczyk AZS Warszawa            | 6,01     | Barbara Wojnar Resovia             | 6,01     | Hanna Stanisławska AZS Warszawa        | 6,01     |
| Pchnięcie kulą            | Beata Habrzyk Górnik Zabrze             | 17,65    | Bożena Wojciekian AZS Wrocław      | 16,33    | Danuta Gwardecka Gwardia Warszawa      | 15,41    |
| Pięciobój                 | Danuta Cały Zagłębie Lubin              | 4072     | Bogusława Potalej Bałtyk Gdynia    | 4062     | Barbara Pieczeńczyk Podlasie Białystok |          |